# Johann Karl Christoph von Seybold
Johann Karl Christoph Seybold, ab 1812 von Seybold, (* 12. November 1777 in Grünstadt; † 17. Mai 1833 in Heilbronn) war ein württembergischer Generalmajor.

## Leben

### Herkunft und Familie
Johann Karl Christoph war ein Sohn des lutherischen Theologen, Hochschullehrers und Dichter David Christoph Seybold (1747–1804) und der Friederike Charlotte Keller. Der Redakteur, Schriftsteller und 1819 für wenige Wochen Abgeordneter für das Oberamt Brackenheim Ludwig Georg Friedrich Seybold (1783–1843) war sein Bruder, der Wirtschaftstheoretiker Friedrich List (1789–1846) sein Schwager.
Er vermählte sich 1819 mit Louise Caroline Haussmann. Aus der Ehe gingen eine jung verstorbene Tochter und der Sohn Julius von Seybold (* 1823), württembergischer Oberst, hervor.

### Werdegang
Seybold erlernte seit 1792 auf Betreiben seines Vaters, der ihn dem französischen Militär entziehen wollte, zunächst die Kameralistik. Im Jahr 1800 entschloss er sich dann doch für die Offizierslaufbahn, und wurde Kornett bei der Reiterei. Noch im selben Jahr avancierte er zum Unterleutnant bei der Infanterie. Er nahm am Feldzug teil, geriet aber beim Übergang über die Donau in Gefangenschaft und war infolgedessen bis zum Friedensschluss Kriegsgefangener in Nancy. Bis zur Vierten Koalition war er zum Oberleutnant aufgestiegen, nahm nun unter anderem auf französischer Seite an der Belagerung Kolbergs teil. Seine Beförderung zum Stabshauptmann erfolgte 1807, die zum Wirklichen Hauptmann 1808. Es folgte 1809 seine Teilnahme am Feldzug gegen Tirol. Nachdem er 1811 zum Major aufgestiegen war, nahm er am Russlandfeldzug teil. Hier wurde er bei Smolensk verwundet, wofür er 1812 das Ritterkreuz des Württembergischen Militärverdienstorden erhielt. Im Jahr 1813 wurde er Ritter der Ehrenlegion. In den Befreiungskriegen rückte er unter Napoleon zunächst nach Sachsen ein und zog sich nach der Völkerschlacht mit der Grande Armée nach Frankreich zurück. Hier nahm er an der Schlacht bei Brienne und der bei Paris teil. Nach seiner Beförderung zum Oberstleutnant und kurz darauf der zum Oberst und Bataillonskommandeur nahm er 1815 auch am Sommerfeldzug teil. 1831 stieg er schließlich zum Generalmajor auf und wurde gleichzeitig Brigadier und Gouverneur von Heilbronn.